# Jaulges
Jaulges est une commune française située dans le département de l'Yonne en région Bourgogne-Franche-Comté. Elle est également réputée pour son immense vide-grenier.

## Géographie

### Climat
Pour des articles plus généraux, voir Climat de la Bourgogne-Franche-Comté et Climat de l'Yonne.
En 2010, le climat de la commune est de type climat océanique dégradé des plaines du Centre et du Nord, selon une étude du Centre national de la recherche scientifique s'appuyant sur une série de données couvrant la période 1971-2000. En 2020, Météo-France publie une typologie des climats de la France métropolitaine dans laquelle la commune est exposée à un climat océanique altéré et est dans la région climatique  Lorraine, plateau de Langres, Morvan, caractérisée par un hiver rude (1,5 °C), des vents modérés et des brouillards fréquents en automne et hiver. 
Pour la période 1971-2000, la température annuelle moyenne est de 10,6 °C, avec une amplitude thermique annuelle de 15,8 °C. Le cumul annuel moyen de précipitations est de 713 mm, avec 10,8 jours de précipitations en janvier et 7,7 jours en juillet. Pour la période 1991-2020, la température moyenne annuelle observée sur la station météorologique de Météo-France la plus proche, « Ligny-le-Châtel », sur la commune de Ligny-le-Châtel à 7 km à vol d'oiseau, est de 11,5 °C et le cumul annuel moyen de précipitations est de 772,9 mm. 
La température maximale relevée sur cette station est de 40,7 °C, atteinte le 7 août 2003 ; la température minimale est de −22 °C, atteinte le 16 janvier 1985,,. 
Les paramètres climatiques de la commune ont été estimés pour le milieu du siècle (2041-2070) selon différents scénarios d'émission de gaz à effet de serre à partir des nouvelles projections climatiques de référence DRIAS-2020. Ils sont consultables sur un site dédié publié par Météo-France en novembre 2022.

## Urbanisme

### Typologie
Au 1er janvier 2024, Jaulges est catégorisée commune rurale à habitat dispersé, selon la nouvelle grille communale de densité à sept niveaux définie par l'Insee en 2022.
Elle est située hors unité urbaine. Par ailleurs la commune fait partie de l'aire d'attraction de Saint-Florentin, dont elle est une commune de la couronne,. Cette aire, qui regroupe 19 communes, est catégorisée dans les aires de moins de 50 000 habitants,.

### Occupation des sols
L'occupation des sols de la commune, telle qu'elle ressort de la base de données européenne d’occupation biophysique des sols Corine Land Cover (CLC), est marquée par l'importance des territoires agricoles (69,5 % en 2018), en diminution par rapport à 1990 (78,6 %). La répartition détaillée en 2018 est la suivante : 
terres arables (56,5 %), forêts (16,2 %), zones agricoles hétérogènes (9,9 %), eaux continentales (4,6 %), zones urbanisées (4,1 %), prairies (3,1 %), zones industrielles ou commerciales et réseaux de communication (2,7 %), espaces verts artificialisés, non agricoles (2,5 %), milieux à végétation arbustive et/ou herbacée (0,5 %). L'évolution de l’occupation des sols de la commune et de ses infrastructures peut être observée sur les différentes représentations cartographiques du territoire : la carte de Cassini (XVIIIe siècle), la carte d'état-major (1820-1866) et les cartes ou photos aériennes de l'IGN pour la période actuelle (1950 à aujourd'hui).

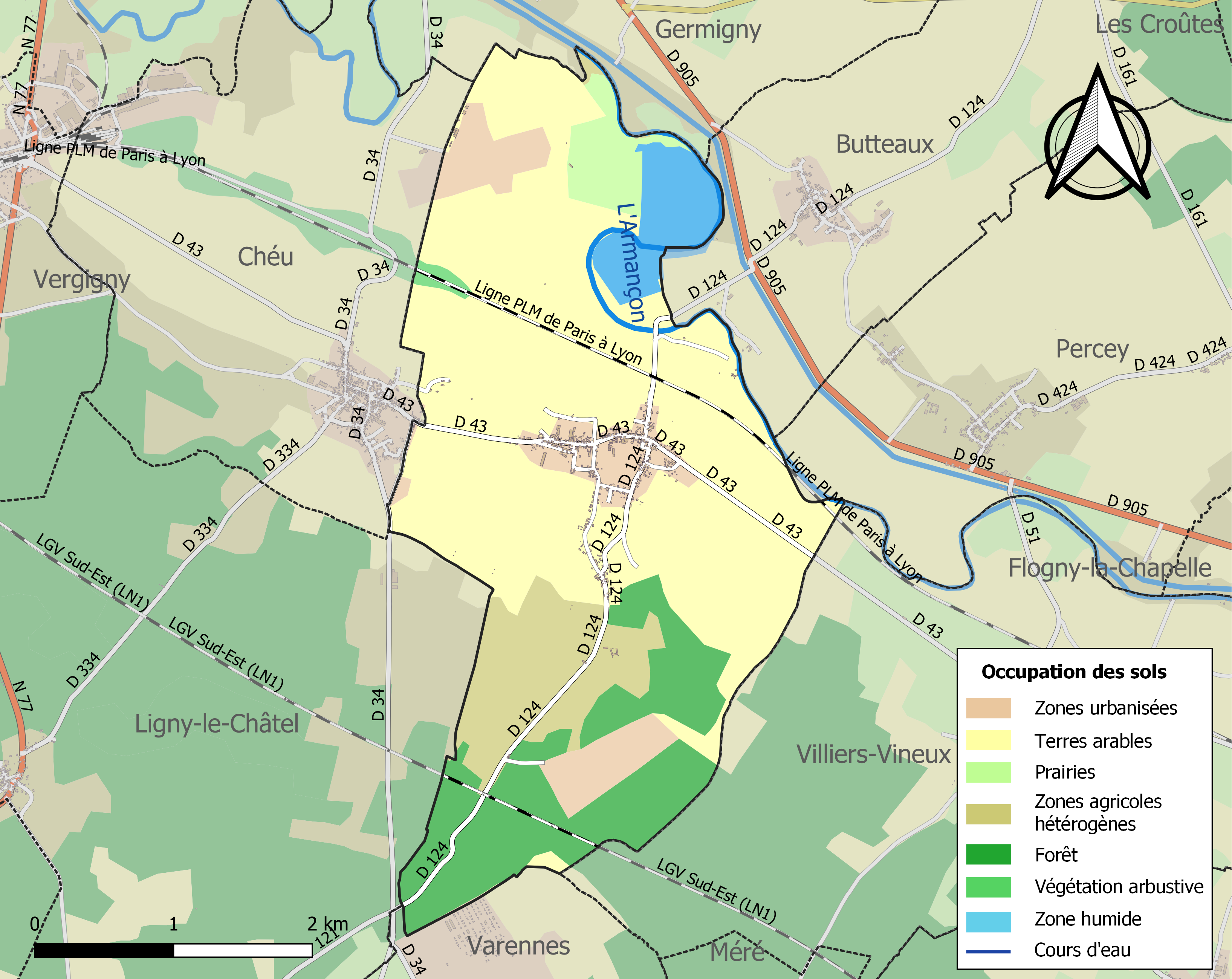
Carte des infrastructures et de l'occupation des sols de la commune en 2018 (CLC).

## Histoire
Bénéficiant de la présence d'une voie romaine à proximité et qui permettait de communiquer avec tout l'empire, un atelier de céramique datant de l'époque gallo-romaine a été identifié sur le territoire de la commune. De nombreuses pièces en ont été trouvées entre autres à la grande villa gallo-romaine de Vergigny (61 km au sud), ancien village disparu sur la commune d'Asquins (qui borde Vézelay au nord).

## Politique et administration

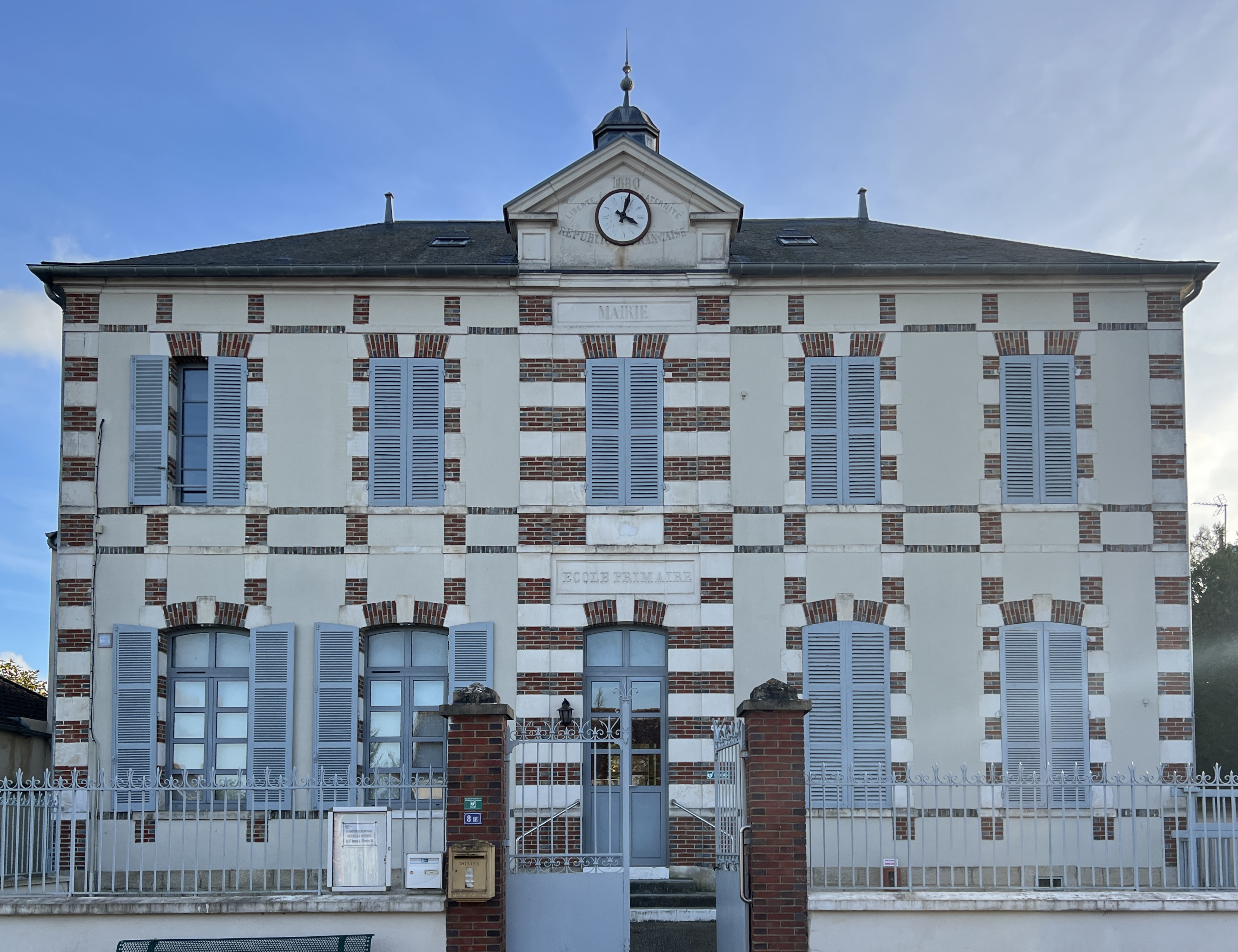
Mairie.

| Période | Période | Identité      | Étiquette | Qualité |
| ------- | ------- | ------------- | --------- | ------- |
|         |         |               |           |         |
|         |         | Serge Gaillot |           |         |

## Démographie
L'évolution du nombre d'habitants est connue à travers les recensements de la population effectués dans la commune depuis 1793. Pour les communes de moins de 10 000 habitants, une enquête de recensement portant sur toute la population est réalisée tous les cinq ans, les populations de référence des années intermédiaires étant quant à elles estimées par interpolation ou extrapolation. Pour la commune, le premier recensement exhaustif entrant dans le cadre du nouveau dispositif a été réalisé en 2008.

En 2022, la commune comptait 431 habitants, en évolution de −16,63 % par rapport à 2016 (Yonne : −1,95 %, France hors Mayotte : +2,11 %).
| 1793 | 1800 | 1806 | 1821 | 1831 | 1836 | 1841 | 1846 | 1851 |
| ---- | ---- | ---- | ---- | ---- | ---- | ---- | ---- | ---- |
| 438  | 497  | 464  | 561  | 577  | 535  | 513  | 535  | 556  |

| 1856 | 1861 | 1866 | 1872 | 1876 | 1881 | 1886 | 1891 | 1896 |
| ---- | ---- | ---- | ---- | ---- | ---- | ---- | ---- | ---- |
| 507  | 501  | 505  | 464  | 468  | 466  | 446  | 408  | 382  |

| 1901 | 1906 | 1911 | 1921 | 1926 | 1931 | 1936 | 1946 | 1954 |
| ---- | ---- | ---- | ---- | ---- | ---- | ---- | ---- | ---- |
| 368  | 360  | 358  | 327  | 305  | 286  | 362  | 337  | 336  |

| 1962 | 1968 | 1975 | 1982 | 1990 | 1999 | 2006 | 2008 | 2013 |
| ---- | ---- | ---- | ---- | ---- | ---- | ---- | ---- | ---- |
| 330  | 343  | 346  | 379  | 415  | 429  | 450  | 452  | 467  |

| 2018 | 2022 | - | - | - | - | - | - | - |
| ---- | ---- | - | - | - | - | - | - | - |
| 583  | 431  | - | - | - | - | - | - | - |

## Culture locale et patrimoine

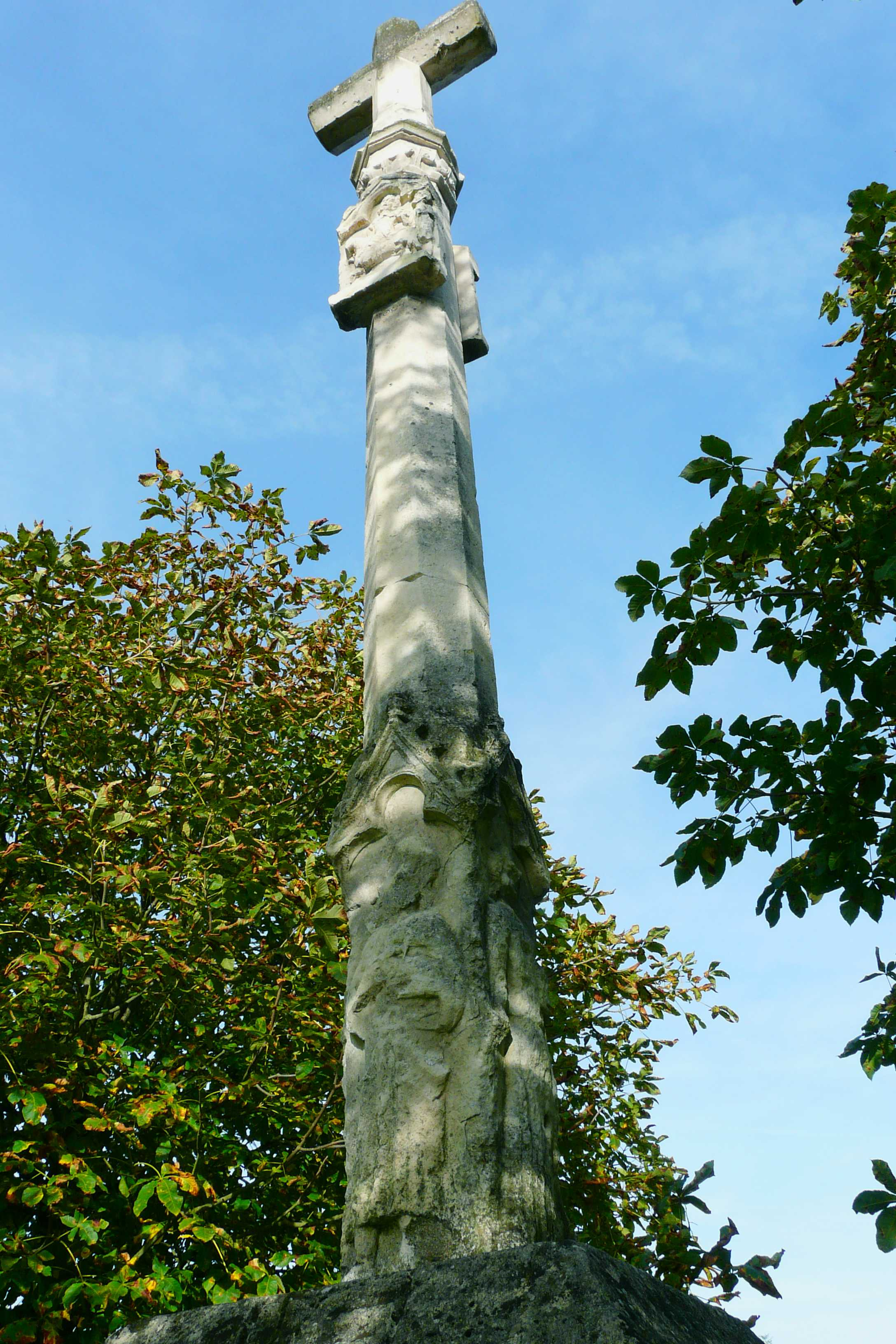
Croix en pierre.

### Lieux et monuments
- Croix en pierre de Jaulges
- Église Saint-Martin

### Héraldique
Pour un article plus général, voir Armorial des communes de l'Yonne.
| Blason de Jaulges | Blason  | Tiercé en pairle renversé : au 1er d'argent à cinq trangles de gueules et à deux canons passés en sautoir surmontés d'une grenade, brochant sur une couronne dentée d'engrenage, le tout de sable enfermé dans un cyclamor du même et brochant sur les burelles ; au 2e à un manteau de gueules posé sur le fil d'une épée basse d'argent posé en barre et au chef émanché d'azur, au 3e d'argent à trois fasces ondées d'azur et à une poterie de sable brochante. |
| Blason de Jaulges | Détails | - L'argent aux trangles de gueules est aux armes de la famille de Beaujeu ; la roue dentée est l'insigne d'un ancien établissement militaire présent sur la commune. - L'or et le chef emmanché sont repris des armes de la famille Le Rotier, où l'épée et le manteau sont les attributs de saint Martin, patron de la paroisse locale. - Les fasces ondées représentent l'Armançon qui arrose la commune et la poterie rappelle les ateliers de poterie à l'époque romaine retrouvés sur la commune. Création Jean-François Binon. Blason présent sur le site Internet de la commune. |